# لينا يادا
لينا يادا (بالإنجليزية: Lena Yada)‏ هي عارضة وممثلة أمريكية، ولدت في 12 نوفمبر 1978 في هونولولو في الولايات المتحدة.

## وصلات خارجية
- لينا يادا على موقع CageMatch worker (الإنجليزية)
- لينا يادا على موقع قاعدة بيانات المصارعة على الإنترنت (الإنجليزية)
- لينا يادا على موقع عالم المصارعة على الإنترنت (الإنجليزية)
- لينا يادا على موقع IMDb (الإنجليزية)
- لينا يادا على موقع قاعدة بيانات الفيلم (الإنجليزية)